# Ghost in the Shell
För andra betydelser, se Ghost in the Shell (olika betydelser).

Logotypen för 1995 års animerade film Ghost in the Shell baserad på mangan vid samma namn.

Ghost in the Shell (japanska: 攻殻機動隊, kōkaku kidōtai, ungefär ”anfallspansrad snabbinsatsstyrka”) är en mangaserie av Masamune Shirow. Den släpptes första gången 1989. Serien har blivit en mediefranchise med filmer (bland annat OVA), TV-serier och datorspel.

## Etymologi
Ghost in the Shell är engelska för ”spöket i skalet” och refererar till hur snabbinsatstrupperna i serien byggts om till cyborger med ny artificiell kropp (skalet), där främst bara själen (spöket) återstår av vederbörandes ursprung. Skaparen själv, Masamune Shirow, ville använda just det engelska uttrycket Ghost in the Shell som en hyllning till boken The Ghost in the Machine av Arthur Koestler.
Det japanska namnet kōkaku kidōtai (攻殻機動隊) har liknande betydelse, där förledet består av kanjina kō (攻), som betyder ”anfall”, och kaku (殻) som betyder ”skal, hölje” etc, vilket direktöversatt ungefär blir ”anfallshöljd” (täckt av anfallshölje), vilket avser de ovan nämnda artificiella kropparna vilka är byggda för skarpinsats. Då kropparna även är konstruerade för att skydda mot diverse vapenverkan är en bättre översättning ”anfallspansrad” (klädd i anfallspansar/rustning), eftersom ”höljd” är en okonventionell term.

## Handling

### Inledning
Serien utspelar sig under mitten av 2000-talet, särskilt kring året 2045. Tredje världskriget, ett kärnvapenkrig, är över och har resulterat i ny global maktbalans och balkanisering, särskilt bland industriländer, samt tredje världens kollaps. Som resultat blev flera länder instabila, med inbördeskrig och revolutioner och snart utbröt regionala konflikter världen runt, vilka kollektivt kom att kallas fjärde världskriget, alternativt icke-nukleära fjärde världskriget, då konflikterna ej involverat kärnvapen som resultat av tredje världskrigets totala förbruk av världens kärnvapenlager. Ett annat namn för kriget är andra Vietnamkriget, då minst fyra av de största konflikterna utspelade sig i Sydostasien och Kina.
Trots konflikterna har teknologin utvecklats och många människor har olika grader av cybernetiska implantat, såsom cyberhjärnor där den biologiska hjärnan är uppkopplad mot olika nätverk. Detta har givit upphov till cyberkriminalitet, brott och terrorism genom att hjärnan kunnat hackas av cyberterrorister och dito hackare. Exempel på sådana cyberterrorister är skrattande mannen och dockspelaren (Project 2501).

### Sektion 9 för allmän ordning
Sektion 9 för allmän ordning (公安9課, ibland avdelning 9) är en hemlig ej erkänd särskild insatsstyrka, ledd av major Motoko Kusanagi, vilka agerar piket- och snabbinsatsstyrka under inrikesministeriet i den fiktiva japanska staden Niihama. Styrkan verkar utan regeringens medgivande och är okänd för de flesta invånare. Nationellt skydd och internsäkerhet, kontraterrorism, politiska intriger, korrupta statstjänstemän och företag, samt allmän brottsbekämpning är exempel på sektionens uppgifter.

## Mediafranchise

### Manga
- 1989–1991: Ghost in the Shell – mangaserie av Masamune Shirow
- 1991–1996: Ghost in the Shell 1.5: Human-Error Processor –  japansk manga-serie i cyberpunk-miljö av Masamune Shirow
- 1997–1997: Ghost in the Shell 2: Man/Machine Interface – japansk manga-serie i cyberpunk-miljö av Masamune Shirow

### Film
- 1995: Ghost in the Shell – japansk animerad science fiction-film
- 2004: Ghost in the Shell 2: Innocence – japansk långfilm i regi av Mamoru Oshii
- 2006: Ghost in the Shell: S.A.C. Solid State Society – japansk 2D-animerad film
- 2011: Ghost in the Shell: S.A.C. Solid State Society 3D – japansk 3D-animerad film
- 2017: Ghost in the Shell – amerikansk spelfilm

### TV-serie
- 2002–2005: Ghost in the Shell: Stand Alone Complex – animeserie baserad på mangan av Shirow Masamune
- 2004–2005: Ghost in the Shell: S.A.C. 2nd GIG – animeserie

### Datorspel
- 1997: Ghost in the Shell – utgivet till Playstation
- 2004: Ghost in the Shell: Stand Alone Complex – utgivet till Playstation 2 och Playstation Portable
- 2015: Ghost in the Shell: Stand Alone Complex - First Assault Online – onlinespel utgivet till Microsoft Windows via spelportalen Steam, förhandstillgång släppt 2015, projekt skrotat och nedstängt 2017